# Mechatroniker für Kältetechnik

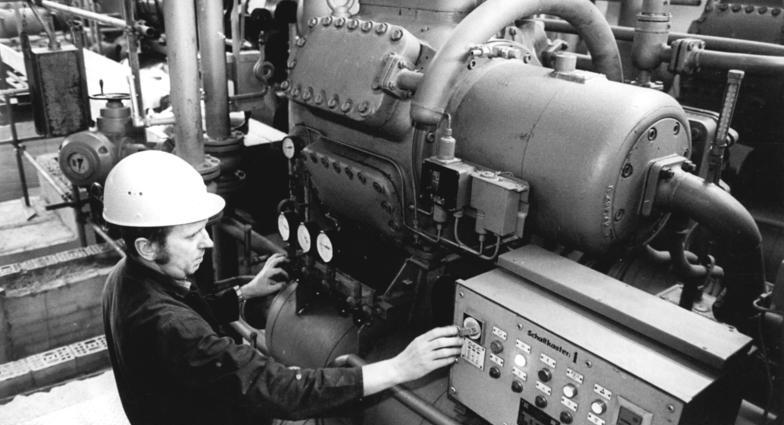
Großkälteanlage (1987)

Mechatroniker für Kältetechnik (Deutschland) bzw. Kälteanlagentechniker (Österreich) ist eine Berufsbezeichnung und ein Ausbildungsberuf im Bereich der Mechatronik. Die Berufsbezeichnung Kälteanlagenbauer wurde in Deutschland bis zum Juli 2007 verwendet.
Kälteanlagenmechatroniker/techniker planen und montieren Anlagen und Systeme der Kälte- und Klimatechnik einschließlich der elektrotechnischen und elektronischen Bauteile. Bei Bedarf bauen sie die Anlagen um und warten sie.

## Berufsbild
Mechatroniker für Kältetechnik arbeiten für Betriebe, die Kälte-, Klima- und Wärmepumpenanlagen planen, montieren und warten. Dies können spezialisierte Handwerksbetriebe sein oder auch größere Unternehmen der Gebäudetechnik. Ferner bieten sich Beschäftigungsmöglichkeiten in Betrieben, die solche Anlagen einsetzen und hierfür eigenes Wartungspersonal beschäftigen, wie zum Beispiel in Krankenhäusern.

## Ausbildung

### Deutschland
Mechatroniker für Kältetechnik ist ein anerkannter Ausbildungsberuf nach dem Berufsbildungsgesetz (BBiG) und der Handwerksordnung (HwO). Diese bundesweit geregelte duale Ausbildung dauert dreieinhalb Jahre und wird in Handwerk und Industrie angeboten. Die Ausbildung endet mit der Abschlussprüfung (Industrie) bzw. Gesellenprüfung (Handwerk).

### Österreich
In Österreich ist die offizielle Bezeichnung nach dem Berufsausbildungsgesetz (BAG) Lehrling der Kälteanlagentechnik. Kälteanlagentechniker durchlaufen ebenfalls eine dreijährige duale Ausbildung und beenden diese mit der Lehrabschlussprüfung. Sie können im Bereich des reglementierten Handwerks der Kälte- und Klimatechnik selbstständig tätig werden. Eine abgelegte Meisterprüfung erleichtert die Berechtigungserteilung, ist aber nicht zwingend vorgeschrieben.